# Canaleos de la Cementación Naya

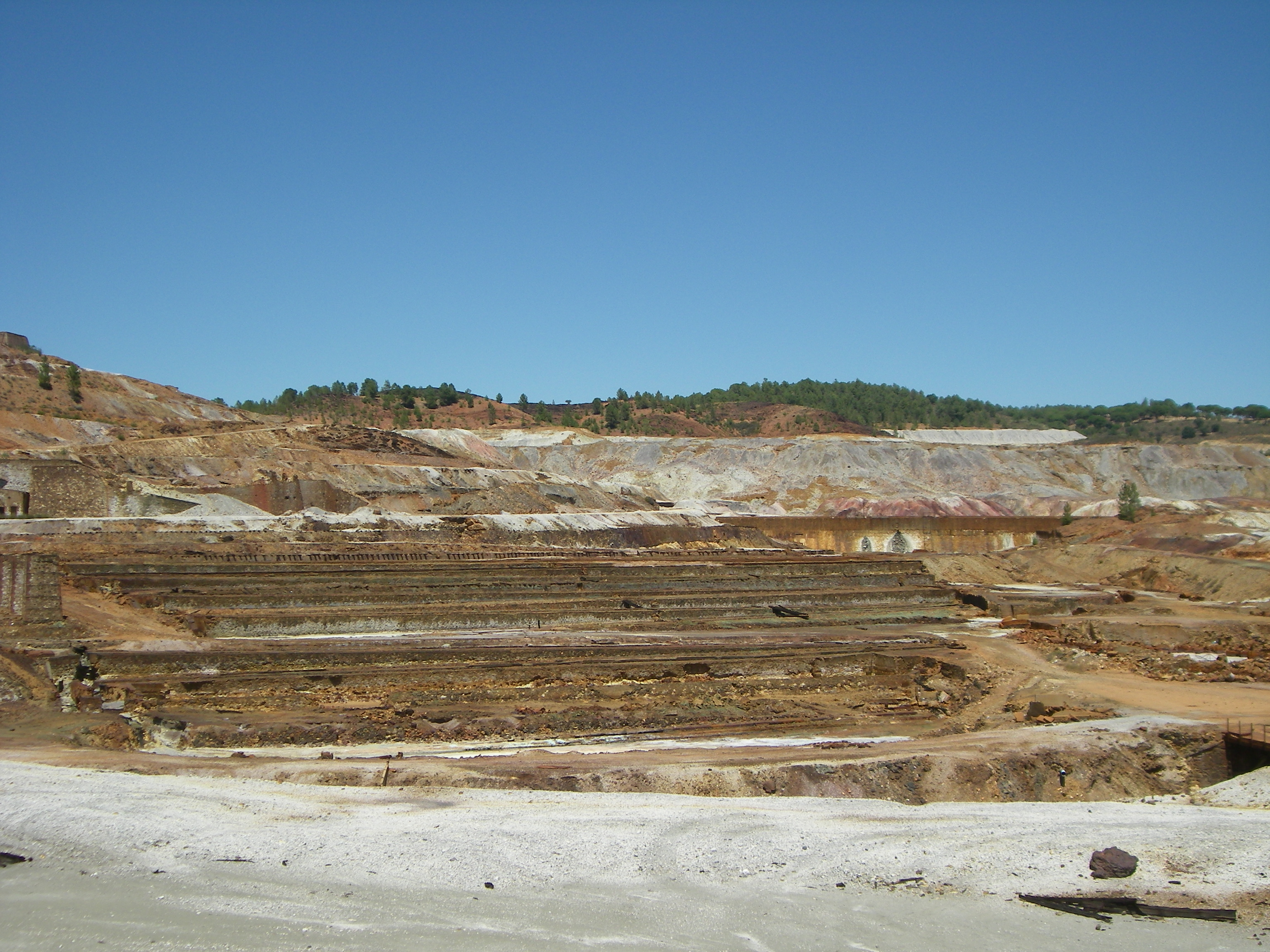
Vista de los antiguos canaleos de la Cementación Naya, en 2013.

Los Canaleos de la Cementación Naya eran unas infraestructuras industriales que estuvieron operativas dentro de la cuenca minera de Riotinto-Nerva, en la provincia de Huelva (España). Se trataban de unos canales de precipitación donde se obtenía cobre por vía húmeda; las paredes y los fondos de los canales estaban protegidos con tablones de madera. El proceso industrial consistía en el depósito de los minerales ya calcinados en los estanques de mampostería, en forma de castillejo, para a continuación verter agua vitriólica procedente de la mina. El producto resultante recibía el nombre de «cáscara» y tenía diversas aplicaciones.
En la actualidad los antiguos canaleos están indexados como patrimonio histórico de Andalucía de importancia arqueológica.